# Moila
Moila är en halvö i Finland. Den ligger i sjön Kallavesi (norra delen) och i kommunen Kuopio i den ekonomiska regionen  Kuopio ekonomiska region  och landskapet Norra Savolax, i den centrala delen av landet, 300 km norr om huvudstaden Helsingfors. Den två hektar stora ön är förbunden med en ca 60 meter lång vägbank åt väster och bebyggd.